# Автошлях О 160506
Автошля́х О 160506 (Т 1619) — автомобільний шлях місцевого значення в Одеській області України. Пролягає по Одеському районі та Роздільнянському районі від села Вигода до села Роздільна. Загальна довжина 31,2 км.

## Маршрут
Автошлях проходить через такі населені пункти:
| Одеська область       |
| Одеський район        |
| Вигода                |
| Роздільнянський район |
| Виноградар            |
| Буцинівка             |
| Капаклієве            |
| Роздільна             |